# Modo privado

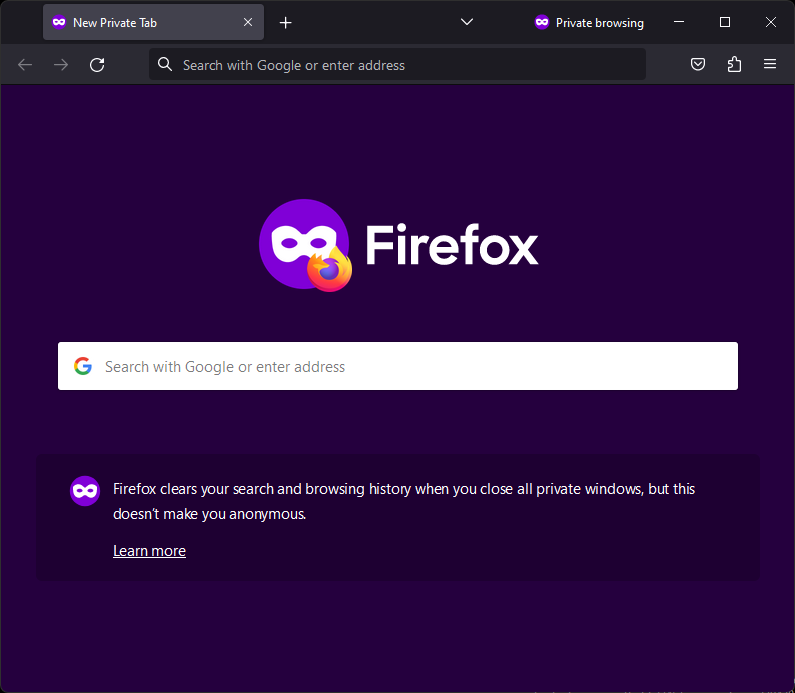
La página de inicio para el modo de navegación privada en Firefox.

Modo privado (también referido como modo incógnito o página ciega) es una función de privacidad en algunos navegadores web. Cuando funciona en tal modo, el navegador crea una sesión temporal que está aislada de la sesión principal del navegador y de los datos del usuario. El historial de navegación no se guarda y los datos locales asociados con la sesión, como las cookies, se borran cuando se cierra la sesión. Estos modos están diseñados principalmente para evitar que los datos y el historial asociados con una sesión de navegación en particular persistan en el dispositivo o sean descubiertos por otro usuario del mismo dispositivo.
Los modos de navegación privada no protegen necesariamente a los usuarios de ser rastreados por otros sitios web o su proveedor de servicios de Internet (ISP). Además, existe la posibilidad de que se filtren rastros identificables de actividad de las sesiones de navegación privada por medio del sistema operativo, fallas de seguridad en el navegador o mediante extensiones de navegador maliciosas, y se ha encontrado que ciertas API HTML5 pueden usarse para detectar la presencia de modos de navegación privados debido a diferencias de comportamiento.
Normalmente, el modo privado 
suele abrirse pulsando CTRL+SHIFT+N.

## Navegadores que soportan esta característica
| Fecha                   | Navegador           | Sinónimo                                                                          |
| ----------------------- | ------------------- | --------------------------------------------------------------------------------- |
| 29 de abril de 2005     | Safari 2.0          | Navegación privada                                                                |
| 11 de diciembre de 2008 | Google Chrome 1.0   | Incógnito (CTRL+MAYÚS+N)                                                          |
| 19 de marzo de 2009     | Internet Explorer 8 | InPrivate (CTRL+MAYÚS+P)                                                          |
| 30 de junio de 2009     | Mozilla Firefox 3.5 | Modo privado (CTRL+MAYÚS+P)                                                       |
| 2 de marzo de 2010      | Opera 10.50         | Navegación privada (CTRL+MAYÚS+N)                                                 |
| 23 de marzo de 2010     | Maxthon             | Navegación privada                                                                |
| 18 de noviembre de 2014 | Amazon Silk         | Navegación privada (Toque Configuración y seleccione Ingresar navegación privada) |
| 29 de julio de 2015     | Microsoft Edge      | Antes: InPrivate (CTRL+MAYÚS+P) Ahora: (CTRL+MAYÚS+N)                             |
| 13 de noviembre de 2019 | Brave               | Navegación privada (CTRL+MAYÚS+N)                                                 |

## Historia
La referencia más antigua conocida sobre el término fue en mayo del 2005 y se usó para discutir la función en el navegador Safari que venía con Mac OS X Tiger. Desde entonces, la función ha sido adoptada en otros navegadores, y permitió la popularización del término en 2008 por los principales medios de comunicación y sitios web de informática donde se discutían versiones beta de Internet Explorer 8.
Adobe Flash Player ha tardado en cumplir con los deseos de navegación privada de los usuarios de Internet. No fue hasta la versión 10.1, en 2014, que el software comenzó a respetar la configuración de navegación privada en lo que respecta al almacenamiento de objetos compartidos locales (que son similares a las cookies). Actualmente Adobe Flash Player no tiene soporte y está descontinuado en la mayoría de los navegadores.

## Usos
Los usos notorios de los modos de navegación privada incluyen ocultar contenido no deseado del historial de navegación (como visitas a sitios web para adultos), realizar búsquedas web que no estén influenciadas algorítmicamente por hábitos de navegación anteriores o los intereses registrados del usuario, proporcionar una sesión temporal "limpia" para un usuario invitado (como cuando se usa una computadora pública) y usar sitios web con múltiples cuentas simultáneamente. La navegación privada también se ha utilizado como un medio para eludir los muros de pago medidos en algunos sitios web. 
En una encuesta realizada por el motor de búsqueda DuckDuckGo, el 48% de los participantes se negó a responder (el investigador principal Elie Bursztein señaló que "las encuestas claramente no son el mejor enfoque para comprender por qué las personas usan el modo de navegación privada debido al factor de vergüenza"), y El 18% mencionó las compras como su uso principal de los modos de navegación privada. 
Un estudio de la Fundación Mozilla encontró que la mayoría de las sesiones duraban solo unos 10 minutos, pero que había períodos en los que la activación aumentaba, generalmente alrededor de las 11 a. m. a las 2 p. m., 5 p. m., entre las 9 p. m. y las 10 p. m., y un pico menor alrededor de una o dos horas después de la medianoche.